# 20. november
20. november je 324. dan leta (325. v prestopnih letih) v gregorijanskem koledarju. Ostaja še 41 dni.

## Dogodki
- 1805 – na Dunaju premiera Beethovnove opere Fidelio
- 1820 – kit glavač potopi ladjo Essex
- 1873 – Budim, Óbuda in Pešta se združijo v Budimpešto
- 1918 – liberalna JDS je brezpogojno podprla združitev Države SHS s Kraljevino Srbijo
- 1920 – podpisana Rapalska pogodba med Italijo in Kraljevino Srbov, Hrvatov in Slovencev
- 1934 – Turčija sprejme protikurdski zakon
- 1940 – Madžarska pristopi k trojnemu paktu
- 1942:
  - - objavljen Welfare State načrt
  - - ZSSR sproži ofenzivo na srednjem Kavkazu
- 1944 – nemške enote se umaknejo iz albanske Tirane
- 1945 – začne se nürnberški proces
- 1968 – v okviru nove vojaške doktrine splošne ljudske obrambe ustanovljen Glavni štab za Slovenijo oziroma Teritorialna obramba Socialistične republike Slovenije
- 1989 – Generalna skupščina OZN sprejme Konvencijo o otrokovih pravicah
- 1991 – sprejet zakon o denacionalizaciji
- 1998 – z izstrelišča Bajkonur vzleti nosilna raketa Proton s prvim modulom Mednarodne vesoljske postaje
- 2008 – tovarno Zastava zapusti zadnji Yugo
- 2015 – v terorističnem napadu islamskih skrajnežev na hotel v Bamakou, Mali je ubitih 19 ljudi

## Rojstva
- 1170 – Edmund Rich, canterburyjski nadškof, svetnik († 1240)
- 1660 – Daniel Ernst Jablonski, nemški teolog († 1741)
- 1762 – Pierre André Latreille, francoski duhovnik, entomolog, akademik in predavatelj († 1833)
- 1813 – Fran Miklošič, slovenski jezikoslovec († 1891)
- 1855 – Josiah Royce, ameriški filozof († 1916)
- 1858 – Selma Ottilia Lovisa Lagerlöf, švedska pisateljica, nobelovka 1909 († 1940)
- 1862 – Edvard Westermarck, finski sociolog († 1939)
- 1873 – William Weber Coblentz, ameriški fizik, astronom († 1962)
- 1902 – Ivo Grahor, slovenski pesnik, pisatelj, kritik († 1944)
- 1906 – Aleksandra Danilova, ruska plesalka († 1997)
- 1914 – Stane Sever, slovenski gledališki, filmski igralec († 1970)
- 1925 – Robert Francis Kennedy, ameriški politik († 1968)
- 1942 – Joe Biden, ameriški politik
- 1953 – Halid Bešlić, bosanski pevec
- 1963 – William Timothy Gowers, angleški matematik
- 1964 – Jaša Jamnik, slovenski igralec in režiser
- 1966 – Michael Diamond, ameriški bobnar

## Smrti
- 1314 – Albert II. Sprevrženi, mejni grof Meissena, deželni grof Turingije (* 1240)
- 1598 – Adam Bohorič, slovenski protestant, slovničar (* 1520)
- 1845 – Matevž Ravnikar, slovenski pisatelj (* 1776)
- 1872 – Lars Johan Hierta, švedski novinar, politik (* 1801)
- 1894 – Anton Grigorjevič Rubinstein, ruski skladatelj, pianist (* 1829)
- 1906 – Charles Locke Eastlake, angleški muzeolog (* 1836)
- 1910 – Lev Nikolajevič Tolstoj, ruski pisatelj, politik, publicist (* 1828)
- 1925 – Aleksandra Danska, britanska kraljica (* 1844)
- 1934 – Willem de Sitter, nizozemski astronom, kozmolog (* 1872)
- 1937 – Albin Prepeluh, slovenski politik (* 1881)
- 1938 – Matilda Valižanska, norveška kraljica (* 1869)
- 1946 – Karel Ozvald, slovenski pedagog (* 1873)
- 1952 – Benedetto Croce, italijanski filozof, zgodovinar, politik (* 1866)
- 1975 – Francisco Franco, španski general, diktator (* 1892)
- 1978 – Giorgio de Chirico, italijanski slikar (* 1888)
- 1983 – Kristmann Gudmundsson, islandski pisatelj (* 1901)
- 1993 – Ferdinand Chesarek, ameriški general slovenskega rodu (* 1914)
- 2006 – Robert Altman, ameriški filmski režiser (* 1925)

## Prazniki in obredi
- svetovni dan otrok
- dan slovenskih splošnih knjižnic
- Dan spomina na transspolne osebe